# Elaphidion linsleyi
Elaphidion linsleyi är en skalbaggsart som beskrevs av Knull 1960. Elaphidion linsleyi ingår i släktet Elaphidion och familjen långhorningar. Inga underarter finns listade i Catalogue of Life.